# Колодкино (Тверская область)
Колодкино — деревня в Конаковском районе Тверской области. Входит в состав Дмитровогорского сельского поселения.

## География
Находится в юго-восточной части Тверской области на расстоянии приблизительно 12 км на восток по прямой от районного центра города Конаково.

## История
Известна с 1628 года как пустошь. В 1859 году здесь (деревня Корчевского уезда Тверской губернии) было учтено 15 дворов.

## Население
Численность населения: 119 человек (1859 год), 10 (русские 100 %) в 2002 году, 1 в 2010.